# Saint-Hippolyte-le-Graveyron
 Saint-Hippolyte-le-Graveyron  es una población y comuna francesa, en la región de Provenza-Alpes-Costa Azul, departamento de Vaucluse, en el distrito de Carpentras y cantón de Carpentras-Nord.
Está integrada en la Communauté d'agglomération du Grand Avignon.

## Demografía
| 116 | 93 | 96 | 119 | 169 | 179 |
| Para los censos de 1962 a 1999 la población legal corresponde a la población sin duplicidades (Fuente: INSEE [Consultar]) |    |    |     |     |     |